# Wolfgang Köhler
Wolfgang Köhler (Tallinn, 21 janvier 1887 - 11 juin 1967) est un psychologue allemand et l'un des fondateurs de la psychologie de la forme avec Max Wertheimer et Kurt Koffka.

## Biographie
Wolfgang Köhler est né à Tallinn en gouvernement d'Estonie de parents germano-baltes. Alors qu'il a six ans sa famille déménage pour s'installer en Allemagne. Il a étudié aux universités de Tübingen, Bonn puis de Berlin. En 1909 il termine sa thèse sur la psycho-acoustique sous la direction de Carl Stumpf.
Il continue ses recherches sur l'audition à l’université de Francfort où il rencontre Max Wertheimer et Kurt Koffka, les deux autres fondateurs de la psychologie de la forme. De 1913 à 1920 il devient directeur de la station de recherche sur les anthropoïdes de l’Académie royale des sciences de Prusse à Tenerife dans les îles Canaries, où il est contraint de demeurer pendant la guerre,. C'est à cette époque qu'il met en évidence le phénomène d'apprentissage soudain (insight) chez les grands singes. En 1917, il décrit ces recherches dans le livre « L'intelligence des singes supérieurs » (Intelligenzprüfungen an Anthropoiden). En 1920 il rentre en Allemagne, et de 1920 à 1935, il enseigne à l'Université de Berlin et devient directeur de l'Institut de psychologie. C'est à cette époque qu'il écrit Gestalt Psychology, publié en 1929.
À l'arrivée au pouvoir des nazis, il critique ouvertement leur politique raciste puis se voit contraint de quitter définitivement l'Allemagne en 1935. Il devient alors professeur au Swarthmore College en Pennsylvanie où il enseigne jusqu'en 1955. Il passe ensuite un an à l'Institute for Advanced Study de Princeton puis devient professeur à Dartmouth College.
Il a reçu le premier Distinguished Scientific Contribution Award de l'American Psychological Association, organisation dont il est ensuite devenu le président.

## Le phénomène d'Insight
L'un des résultats les plus connus de Köhler est sa description du phénomène d’insight dans la résolution de problèmes chez le chimpanzé. Köhler décrit comment l’animal s’arrête après plusieurs essais infructueux puis semble découvrir subitement une solution nouvelle par la réorganisation des éléments du problème.
Cette analyse s'oppose frontalement à l'idée de l’apprentissage par renforcement prôné par les béhavioristes comme un principe suffisant pour rendre compte de l'ensemble des conduites humaines ou animales. L’existence de l’insight empêche en effet de réduire la résolution de problèmes au conditionnement.

### Publications
- (1920). Die physischen Gestalten in Ruhe und im stationären Zustand (Les formes physiques au repos et à l’état stationnaire). Berlin, Braunschweig.
- Intelligenzprüfungen an Anthropoiden, 1917. Une édition révisée est parue en 1921 puis a été traduite en anglais sous le titre Mentality of Apes sous lequel l'ouvrage est plus connu. Une version plus complète est parue dans la traduction française sous le titre L’intelligence des singes supérieurs (1927). Paris, Félix Alcan.
- Gestalt Psychology, 1929. Traduction française La psychologie de la forme, Gallimard, Paris, 1964.
- The Place of Value in a World of Facts, 1938.
- (1940). Dynamics in Psychology. New York, Liveright.
- (1969). The task of Gestalt Psychology. Princeton, Princeton University Press.
- (1971). Selected Papers (éd. Mary Henle). New York, Liveright.

## Héritage et honneurs
- 1928, élu membre honoraire international de l' Académie américaine des arts et des sciences[5]
- 1939, membre élu de l' American Philosophical Society[6]